# Bionimia
Bionimia es, dentro de la onomástica, la rama que se encarga del estudio de los nombres de los seres vivos. La rama que concierne a sus nombres científicos está en Taxonomía.
Frecuentemente se diferencia entre:
- Zoonimia, o parte de la bionimia referida a los nombres de animales.
- Fitonimia, o parte de la bionimia referida a los nombres de plantas.

- En Anatomía un biotopónimo es un nombre de una región del cuerpo, y como se distingue de un nombre de un órgano.
- En Biología un biotopónimo es un nombre biológico de una planta.

- Datos: Q8248179